# Joseph Baud
Pour les articles homonymes, voir Baud.
Joseph Baud, né le 26 avril 1864 à Annecy-le-Vieux et mort le 24 décembre 1904 à Diégo-Suarez sur l'île de Madagascar à l'âge de 40 ans.
Capitaine de l'armée française, il fut un des colonisateurs du Dahomey (actuel Bénin).

## Biographie
Joseph Marie Louis Baud naît le 26 avril 1864, au hameau de Vignières, situé dans la commune d'Annecy-le-Vieux, en Haute-Savoie.
En 1885, il est admis à l'école de Saint-Cyr. Il est fait lieutenant de Ire classe d'infanterie de marine.
Il part en 1893 pour le territoire du Dahomey devenu récemment colonie française et rejoint la base de Carnotville. Il est décoré le 15 juillet 1895, à la suite de la mission Decoeur. Promu capitaine en 1896, il explore l'arrière-pays du Dahomey et établit la première liaison Dahomey-Côte d'Ivoire par le nord du pays. En 1896, il fait publier, à la librairie Hachette, une « carte des régions qu'il a parcourues établie en quatre couleurs, [renfermant] tous les territoires compris entre le cours moyen du Niger et le Dahomey, d'un côté, [et la] colonie de la Côte d'Ivoire et le Soudan français, de l'autre ».
Il a comme mission d'agrandir l'influence française au détriment des Britanniques et des Allemands en élargissant la nouvelle colonie à d'autres territoires. Il finit par conquérir un grand territoire de près de 100 000 km2, en découvrant la jonction Haute-Volta-Soudan.
En 1904, il part pour l'île de Madagascar, où il meurt le 24 décembre 1904, veille de Noël.